# Èdip rei
|  | Aquest article tracta sobre la tragèdia grega. Vegeu-ne altres significats a «Èdip Rei (pel·lícula)». |

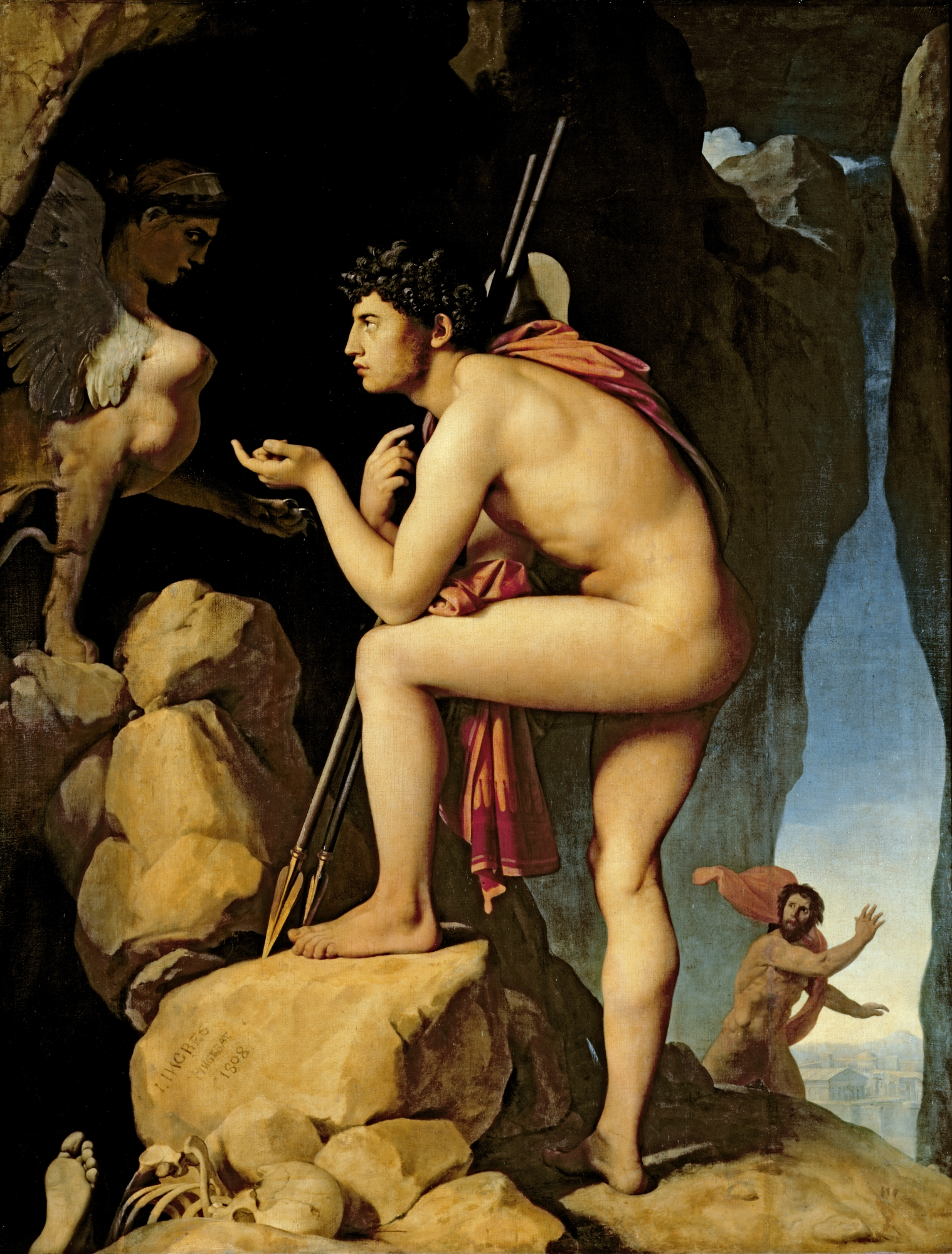
Èdip respon a l'enigma de l'Esfinx, de Jean Auguste Dominique Ingres, ca. 1805

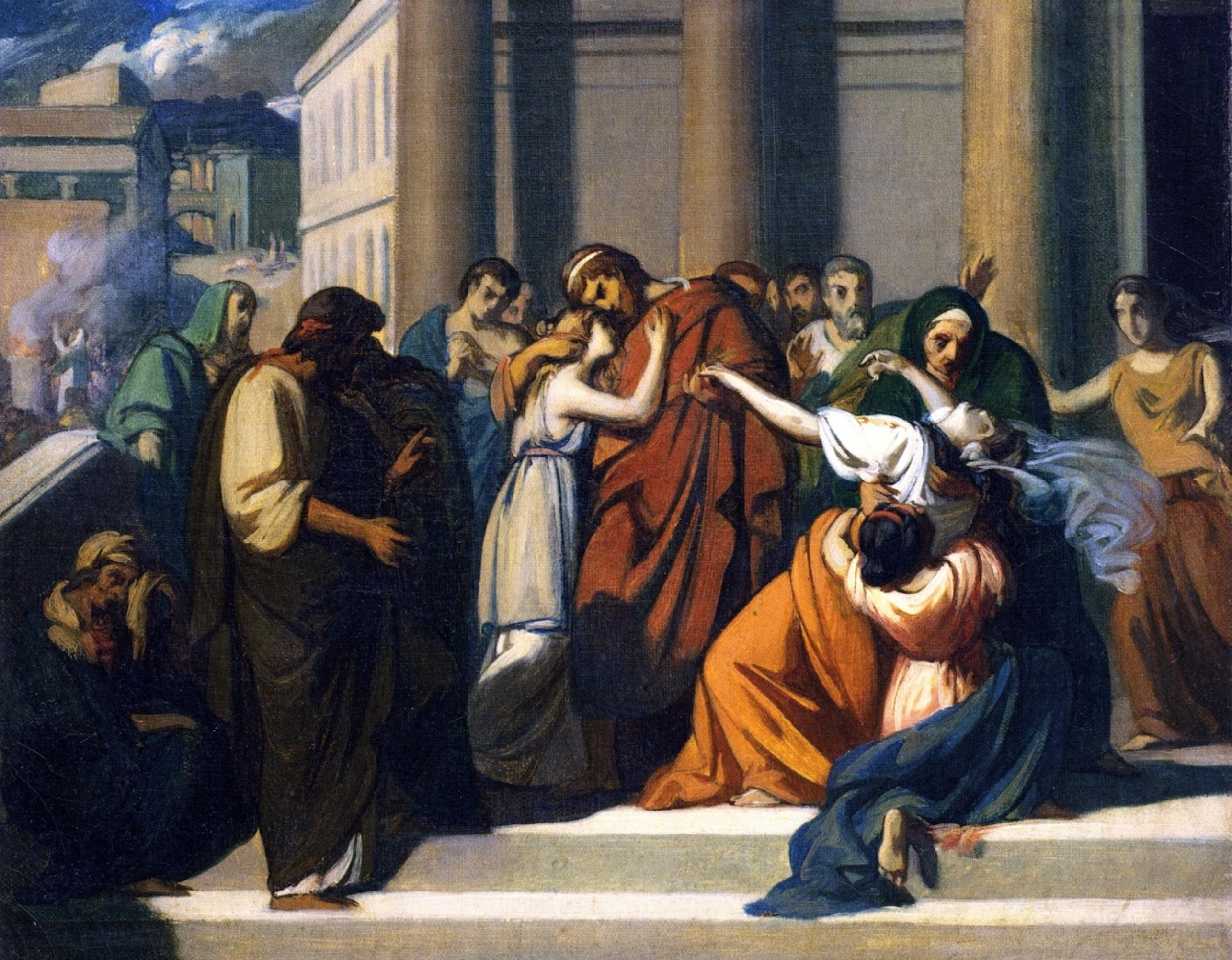
Èdip separant-se de Iocasta, Alexandre Cabanel

Èdip rei és una tragèdia grega escrita per Sòfocles vers la fi de la seva vida, l'única conservada de la trilogia sobre el malaurat rei de Tebes.

## Argument
L'obra narra la història d'Èdip, un desventurat príncep de Tebes, fill de Laios i Iocasta. Poc abans que Laios i Iocasta es casessin, l'oracle de Delfos els va profetar que el fill que tinguessin esdevindria l'assassí del seu pare i l'espòs de la seva mare. Laios va tenir por i, quan va néixer Èdip, va encarregar a un dels seus súbdits que el matés, però aquesta persona no va complir l'ordre de matar Èdip. Solament va lligar-li els peus al nadó i el va penjar, mitjançant una corretja, a un arbre (bo i desobeint la lleialtat al rei Laios per l'horror que li produïa l'ordre que li havien donat).
Per allí va passar Forbas, un pastor dels ramats del rei de Corint, que va sentir els grans laments i el plor del nadó. El va recollir i el va lliurar, per tal que en tingués cura, a Pòlib. L'esposa de Pòlib, Mèrope, es va mostrar encantada amb el nen i el va cuidar amb afecte a casa seva. Ella li va donar el nom d'Èdip (que significa "el dels peus inflats").
Èdip va créixer sota la cura dels reis de Corint. Durant unes noces, un borratxo li va etzibar que Pòlib i Mèrope no eren els seus veritables pares. Després del que havia sentit i turmentat pels dubtes, Èdip va preguntar a la seva mare si era adoptiu o no, però Mèrope, mentint, va dir-li que ella era la seva autèntica mare. Èdip, no obstant això, no estava content amb les respostes de Mèrope i va acudir a l'oracle de Delfos, qui li va pronosticar que mataria el seu pare i es casaria amb la seva mare. En escoltar aquestes paraules, Èdip va prometre no tornar mai més a Corint, i va emprendre camí cap a Fòcida. En el seu viatge, es va trobar un carruatge, en què viatjava Laios, acompanyat d'una cohort. Davant la negativa tant d'Èdip com del carruatge a deixar passar l'altre, van iniciar una baralla en què Èdip va matar Laios. En arribar a Tebes, Èdip va trobar un horrible monstre, l'esfinx. L'esfinx tenia cap, cara i mans de dona, veu d'home, cos de gos, cua de serp, ales d'ocell i urpes de lleó. Des d'un pujol aturava tot aquell que passés al costat seu i li formulava una pregunta. Si no la hi contestaven, l'esfinx els provocava la mort.
Èdip fou capaç de respondre la fatídica pregunta i així va alliberar Tebes, la ciutat que el monstre havia torturat fins aleshores. En entrar a la ciutat, els ciutadans, agraïts amb l'estranger, li van proposar de fer-lo rei i de maridar-lo amb la reina Iocasta, vídua de feia poc i germana de Creont. El casament i la coronació es van produir entre grans festes. Tanmateix, al cap de poc, noves desgràcies van caure sobre Tebes. Segons els oracles i endevins, la causa era que l'assassí del rei Laios vivia entre els tebans. La recerca, encapçalada pel mateix rei de Tebes, no produïa resultats. La participació de Tirèsias resulta clau per revelar a Èdip que, de fet, el que li havien anunciat s'ha acomplert. Mostrant així que Èdip era fill de Iocasta i de Laios havent tingut amb Iocasta una relació incestuosa que va donar vida a quatre fills. En el desenllaç, Iocasta se suïcida i Èdip es treu els ulls i abandona Tebes.

## Estructura interna

### Personatges[1]

#### Principals
- Èdip: protagonista de la tragèdia. Després d'haver matat el seu pare sense saber-ho, és nomenat rei de Tebes en haver alliberat la ciutat del setge de l'esfinx, es casa amb Iocasta, la seva mare i la reina de la ciutat, amb qui té fills.
- Creont: germà de Iocasta. Èdip l'acusa d'haver creat una conspiració contra ell amb l'ajut de Tirèsias. Al final de la tragèdia, el rei de Tebes el deixa a càrrec de la ciutat i de les seves filles quan marxa a l'exili.
- Tirèsias: endeví de la ciutat de Tebes. Discuteix amb Èdip per no voler dir-li la veritat de la seva història, tot i que ho acaba fent.
- Iocasta: reina de Tebes, mare i esposa d'Èdip després de l'assassinat del seu anterior marit, Laios. Se suïcida en adonar-se de la terrible història d'Èdip.
- Corifeu: està representat per un conjunt d'ancians tebans, que canten els estàsims i fan reflexions sobre les accions que van succeint en la tragèdia.

#### Secundaris
- Missatger de Corint: apareix cap al final de l'obra. Dona a Jocasta la notícia de la mort del rei Polib.
- Sacerdot: apareix al principi de l'obra i representa el conjunt de joves i vells sacerdots. És un sacerdot de Zeus.
- Pastor servent de Laios: ancià, antic servidor de Laios que s'encarrega d'abandonar Èdip quan és un nadó al mont Citeró, a més de ser l'únic testimoni viu que queda que pugui relatar els esdeveniments de la mort de Laios.
- Missatger de palau: explica al poble de Tebes el desenllaç final.

#### Evolució dels personatges
Pel que fa a l'evolució dels personatges, només podem remarcar-ne l'evolució, a tot estirar, dels principals, ja que n'hi ha diversos que només fan una petita aportació a l'obra grega i no es pot veure una evolució clara de cadascun d'ells.
Clarament, el personatge que més evoluciona és Èdip, que passa de ser el rei de Tebes, estimat pel poble i preocupat per la integritat d'aquest, a ser un home desgraciat que ja no té cap mena de glòria, ja que després de descobrir que ha sigut l'amant de la seva pròpia mare i l'assassí del seu pare es buida els ulls i queda cec. És curiós com Èdip es passa l'obra negant el que acaba sent veritat: que ha matat l'anterior rei de Tebes, Laios, completament cec del que està passant al seu voltant, però en quedar-se físicament cec, obté el do de la profecia i és capaç de veure realment el que passa.
Un altre dels personatges que es pot analitzar de manera breu és el de Iocasta. Aquesta, en el moment en què apareix en la tragèdia, actua com una intermediària entre Èdip i Creont. Es tracta d'un model d'esposa exemplar, tot i que en l'antiguitat se li donava una importància completament secundària. Iocasta passa de ser la perfecta esposa a arribar a la desesperació més absoluta que acaba en la seva mort, en el seu mateix suïcidi en saber el que realment havia passat.
Finalment, l'últim personatge del qual es pot veure una evolucio és Creont, el germà de Iocasta, que passa de ser un subordinat del rei a quedar com a únic successor del tron de Tebes un cop Èdip marxa exiliat.

### Acció
Pel que fa a l'accio de la tragèdia, segueix un ordre lineal, en què els esdeveniments van succeint-se cronològicament, tot i que cal fer-ne un apunt important: Quan s'explica el que va passar amb Laios i es relata la mort d'aquest, es pot considerar que es produeix un tipus de flashback, en què el lector s'imagina allò que va passar, tot i que no es representa a l'escena.
Quant a accions paral·leles, es pot considerar que sí que es produeixen o que no. Per exemple, una de les que es pot considerar clarament una escena paral·lela és la del moment de la mort de Iocasta, que se suïcida mentre en l'escena principal està succeint l'acció.

### Temps i espai
La història se situa en el passat mític de Grècia, concretament a la ciutat de Tebes. L'acció concreta de la tragèdia de Sòfocles se centra en el palau d'Èdip a la ciutat i en els seus voltants, ja que en cap moment hi ha cap altre escenari on es desenvolupi l'acció dramàtica.

## Estructura externa
Pròleg (v. 1-150): tot el poble prega davant els altars; Èdip es presenta angoixat pel dolor que aclapara els seus súbdits i aquests li demostren la seva confiança. Èdip decideix consultar l'oracle de Delfos; llavors arriba Creont, el cunyat d'aquest, de Delfos i davant de tots li explica la resposta del déu, la pesta acabarà quan es condemni a mort o a l'exili l'assassí de Laios. El poble, tranquil i confiat, es retira dels seus llocs de pregària.
Pàrode (v. 151-215): comença i acaba amb una invocació als déus protectors de Tebes i hi exposa les desgràcies que pateix la ciutat cantades pel cor.
Episodi I (v. 216-462): Èdip es mostra decidit a solucionar el problema de la pesta. Per boca del corifeu, surt el nom de Tirèsias i Èdip el fa anar a la ciutat, però Tirèsias no vol parlar i Èdip l'acusa de ser-ne l'instigador. Finalment, Tirèsias li revela la veritat, però Èdip no entén les coses clares.
Estàsim I (v. 463- 512): el cor tampoc no pot comprendre que les paraules de Tirèsias puguin anar adreçades a Èdip i pensen que pot haver-se equivocat.
Episodi II (v. 513- 862): Creont vol saber amb exactitud quines són les acusacions que Èdip ha formulat en contra d'ell, Èdip continua pensant que Creont n'és el culpable. Apareix Iocasta, que el posa en el camí de descobrir-se ell mateix com l'assassí de Laios i com a fill incestuós; el relat de l'assassinat de Laios trasbalsa l'ànim d'Èdip i davant la veritat que ell intueix a mitges, comença a pensar que no té els déus del seu costat i que podria ser-ne ell l'assassí.
Estàsim II (v. 863- 910): el cor es mostra desconcertat i demana el càstig diví per evitar que el cosmos esdevingui de nou caos.
Episodi III (v. 911- 1085): Iocasta va a pregar davant l'altar del déu Apol·lo i el missatger de Corint, que revela la veritat que Èdip no és fill de Polib i només sap que el va rebre d'un pastor de Laios. Iocasta ja ho sap i no necessita el testimoni del criat, però Èdip s'equivoca a l'hora d'interpretar la reacció de Iocasta.
Estàsim III (v. 1086-1109): el cor s'agafa a la idea d'un naixement d'origen diví.
Episodi IV (v. 1110-1185): Iocasta ha pujat a la cambra nupcial i Èdip continua la seva investigació, la seva pròpia identitat es farà palesa amb l'arribada del criat, el pastor que va recollir-lo i l'únic testimoni de la mort de Laios.
Estàsim IV (v. 1186-1222): ara que la veritat ha estat revelada, el cor canta l'infortuni d'Èdip i de tota la nissaga dels mortals.
Èxode (v. 1223-1580): el missatger del palau explica la fi de Iocasta i l'acció d'Èdip. La mort de Iocasta queda en segon lloc quan apareix Èdip. Aquest parla primer amb el corifeu i després amb Creont. Èdip, després de treure’s els ulls, demana que el facin fora del país. L'èxode finalitza amb les paraules del cor.

## Temàtica
El tema principal que presenta aquesta obra és el destí. Aquest està marcat pels déus i ningú se’n pot escapar de cap manera. Tot i així, ja no és com a la Grècia arcaica que, com que no hi ha noció de voluntat i conseqüentment tampoc hi ha responsabilitat, totes les accions dels humans es justifiquen per haver estat dictades pels déus. En Èdip rei, ens és presentat un destí que els déus coneixen però no l'imposen, és a dir, saben què passarà, però donen un marge de maniobra als humans. Per tant, Èdip es mou amb total llibertat a l'hora de prendre decisions, però això no fa que pugui defugir aquest destí. Això queda clarament demostrat en el fet que Èdip fuig de Corint amb la intenció d'impedir el que ha estat dictat pels déus, però, tot i així, no ho aconsegueix. A més, a l'hora d'esbrinar qui és l'assassí de Laios, ell decideix què farà i com ho farà en tot moment. No obstant, per més que Èdip ho intenti evitar, s'haurà de complir el destí que l'espera.
Un altre tema relacionat amb el destí és el menyspreu a la voluntat dels déus. Qüestionar el designi d'aquests pot arribar a ser molt greu, fins al punt d'haver de patir serioses conseqüències. Tenim l'exemple de Iocasta, que posa en dubte les paraules de l'oracle més d'una vegada i el d'Èdip, que es riu i humilia l'endeví Tirèsias i això fa que tant l'un com l'altre tinguin un final terrible.
Finalment, un altre tema amb pes dins d'aquesta obra és la relació d'incest entre Èdip i Iocasta. Aquest tipus de relacions queden totalment prohibides i són considerades un delicte greu. Tenint en compte que viuen en una cultura de la vergonya, en la qual és molt important preservar l'honor, tant per a Èdip com per a Iocasta, descobrir que els uneix un vincle de sang els és quelcom terrible.
- Èdip a Colonos.
- Antígona.
- Complex d'Èdip.
- Edipo re (pel·lícula).